# Джо Манганьєлло
Джозеф Майкл Манганьєлло (англ. Joseph Michael Manganiello, нар. 28 грудня 1976) — американський актор. Професійну кар'єру в кіно почав з ролі Флеша Томпсона в фільмі «Людина-павук» Сема Реймі. Манганьєлло також відомий своїми ролями в таких фільмах, як: «Супер Майк», «Супер Майк XXL», «Велике свято Пі-Ві», «Чого чекати, коли чекаєш на дитину» та «Саботаж». Наприкінці 2013 року опублікував свою першу книгу під назвою «Еволюція». Дебютував в режисерському кріслі в 2014 році з документальним фільмом «La Bare», який він також спродюсував і фінансував. У 2017 році здобув «Еммі», як оповідач документального фільму «Піттсбург це дім: Історія пінгвінів», який задокументував перші 50 років історії хокейної команди Піттсбург Пінгвінс.
У 2016 році Манганьєлло отримав роль Дезстроука в Розширеному всесвіті DC, вперше з'явившись в цій ролі в «Лізі Справедливості» 2017 року.

## Біографія
Манганьєлло народився в Піттсбурзі, штат Пенсільванія, у родині Сьюзен Брачанов і Чарльза Джона Манганьєлло. Його батько, що народився та виріс за межами Бостона, штат Массачусетс, має італійські корені з Неаполя, а мати — вірменські, австрійські і хорватські корені. Виріс в передмісті Пенсильванії — Мт. Лебаннон. Має молодшого брата Ніколаса. Манганьєлло навчався в школі Святого Бернарда, римсько-католицькій початковій школі в Мт. Лебаннон. Потім здобував освіту у середній школі Мт. Лебаннон, яку закінчив з відзнакою в 1995 році. Зростаючи, був капітаном своїх футбольних, баскетбольних і волейбольних команд і продовжував грати на рівні університетів у всіх трьох видах спорту. Він отримав роль Джуд Фрай в мюзиклі «Оклахома», яку ставила його школа. Займався шкільною телевізійною студією, де брав обладнання для зйомки власних фільмів зі своїми друзями, внаслідок чого зацікавився акторською майстерністю для того, щоб стати кращим в режисурі.
Після великої кількості спортивних травм, включаючи розірвану внутрішню бокову зв'язку коліна, Манганьєлло пішов на прослуховування в Драматичну школу Карнегі-Меллона. Його туди не взяли, тому він вступив до Університету Піттсурга, де працював у театрі. Він повернувся до Карнегі-Меллона через рік, і був одним з 17 студентів, прийнятих в акторську програму. Під час навчання грав у різних театральних постановках, а також написав сценарій, спродюсував і зіграв у студентському фільмі «З відваги 2: Вихід для помсти». Манганьєлло закінчив заклад у 2000 році зі ступенем бакалавра образотворчих мистецтв в акторстві. Завдяки університету їздив до Нью-Йорка та Лос-Анджелеса для участі в групових прослуховуваннях, які забезпечили йому контакти в розважальному бізнесі.

## Особисте життя
Манганьєлло є шанувальником команд Піттсбург Стілерс і Вестс Тайгерс. Він зрежисував та спродюсував короткометражний документальний фільм «DieHardz» про фанатів Стілерс, які зустрічаються в барах Лос-Анджелесу. Манганьєлло також є відомим фанатом Піттсбург Пінгвінс, був ведучим в 2017 році «Премії НХЛ» та «Драфту розширення НХЛ». Манганьєлло був частиною дорожньої команди гурту Goldfinger, і дружить з вокалістом Джоном Фельдманом, він гастролював з ними під час міжнародного туру як член їхньої охорони. Він також є давнім фанатом настільної рольової гри Dungeons & Dragons, декілька разів з'являвся в різних шоу пов'язаних з нею.
Працює з кількома благодійними організаціями, насамперед з дитячою лікарнею УПМЦ Піттсбурга, де перебуває в опікунській раді.
У липні 2014 року Манганьєлло почав зустрічатися з акторкою Софією Вергарою. Вони заручилися на Різдво 2014 року після пів року знайомства. Одружилися у Палм-Біч 21 листопада 2015 року. У липні 2023 року пара оголосила про розлучення після понад 7 років шлюбу.

## Фільмографія

### Актор
| Рік       |    | Українська назва                        | Оригінальна назва                    | Роль                |
| --------- | -- | --------------------------------------- | ------------------------------------ | ------------------- |
| 2002      | кф | З відваги 2: Вихід для помсти           | Out of Courage 2: Out for Vengeance  | Руслан Змієв        |
| 2002      | ф  | Людина-павук                            | Spider-Man                           | Флеш Томпсон        |
| 2006      | с  | CSI: Місце злочину                      | CSI: Crime Scene Investigation       | Том Гарпер          |
| 2006—2012 | с  | Як я зустрів вашу маму                  | How I Met Your Mother                | Бред Морріс         |
| 2007      | ф  | Людина-павук 3                          | Spider-Man 3                         | Флеш Томпсон        |
| 2007      | с  | Клініка                                 | Scrubs                               | Чад Міллер          |
| 2007      | с  | Швидка допомога                         | E.R.                                 | Офіцер Літчмен      |
| 2008—2010 | с  | Школа виживання                         | One Tree Hill                        | Овен Морелло        |
| 2009      | с  | C.S.I.: Місце злочину Маямі             | CSI: Miami                           | Тоні Рамірез        |
| 2010      | с  | Місце злочину: Нью-Йорк                 | CSI: NY                              | Роб Меєрс           |
| 2010—2014 | с  | Реальна кров                            | True Blood                           | Елсід Гервей        |
| 2010—2014 | с  | WWE Raw                                 | WWE Raw                              | Себе                |
| 2011      | с  | Два з половиною чоловіки                | Two and a Half Men                   | Алекс               |
| 2012      | с  | Білий комірець                          | White Collar                         | Бен Райан           |
| 2012      | ф  | Чого чекати, коли чекаєш на дитину      | What to Expect When You're Expecting | Девіс               |
| 2012      | ф  | Супер Майк                              | Magic Mike                           | Великий пеніс Річчі |
| 2013      | с  | Talking Dead                            | Talking Dead                         | Себе                |
| 2014      | ф  | Саботаж                                 | Sabotage                             | Джозеф Філліпс      |
| 2015      | ф  | Лицар кубків                            | Knight of Cups                       | Джо                 |
| 2015      | ф  | Супер Майк XXL                          | Magic Mike XXL                       | Великий пеніс Річчі |
| 2016      | с  | Мамця                                   | Mom                                  | Джуліан             |
| 2017      | мф | Смурфики: Загублене містечко            | Smurfs: The Lost Village             | Силач смурф         |
| 2017      | ф  | Ліга справедливості                     | Justice League                       | Дезстроук (камео)   |
| 2018      | ф  | Ремпейдж                                | Rampage                              | Берк                |
| 2018      | тф |                                         | Stream of Many Eyes                  | Архан               |
| 2018      | с  |                                         | No Activity                          | Дуган               |
| 2019      | ф  | Батьки легкої поведінки                 | Drunk Parents                        | Боб Доннеллі        |
| 2019      | с  |                                         | One Day at a Time                    | Нік                 |
| 2019      | с  | Теорія великого вибуху                  | The Big Bang Theory                  | камео               |
| 2019      | ф  |                                         | Stano / Bottom of the 9th            | Сонні Стано         |
| 2019      | ф  | Джей та Мовчазний Боб: Перезавантаження | Jay and Silent Bob Reboot            | судовий пристав #1  |
| 2021      | ф  | Ліга справедливості Зака Снайдера       | Zack Snyder's Justice League         | Дезстроук           |
| 2021      | ф  | Злодюжки всього світу                   | Shoplifters of the World             | Мікі                |
| 2022      | ф  | Боги геві-металу                        | Metal Lords                          | доктор Трой Нікс    |
| 2022      | мс |                                         | Army of the Dead: Lost Vegas         | Роз                 |
| 2023      | ф  | Супер Майк: Останній танець             | Magic Mike's Last Dance              | Великий пеніс Річчі |
| 2023      | ф  | Кімната вбивств                         | The Kill Room                        | Реджі               |

### Виробництво
| Рік  |     | Українська назва | Оригінальна назва | Роль              |
| ---- | --- | ---------------- | ----------------- | ----------------- |
| 2014 | док | La Bare          | La Bare           | Режисер, продюсер |